# Веселі-над-Моравою
Веселі над Моравою (чеськ. Veselí nad Moravou) — місто у Моравії, округ Годонін, Південноморавський край, Чехія. Також відоме під німецькою назвою Wessely an der March або Wesseli an der March. Знаходиться в етнографічному регіоні Моравська Словаччина.

## Історія
Є припущення, що свою історію місто розпочинає ще в ХІ ст. з прикордонного городища. 1261 роком датується перша згадка про місто. Тоді Судомір з Бржецлава отримав привілей на ці землі від короля Богемії Пржемисла Оттокара ІІ. На початку XIV ст. місто здобув угорський магнат Матуш Чак, якого називають некоронованим королем Угорщини (центральної і західної частин сучасної Словаччини, яку колись називали Верхньою Угорщиною). 1314 року він здійсний похід на Моравію і напав в т.ч. на Веселі над Моравою. 1315 року Іоанн Люксембурзький відбив місто. Згодом місто захопив Матіяш Корвін. З початку XVI ст. в місті поселилися чеські брати. В XVII місто знову зазнавало неодноразових облог і нищень. На початку XIX ст. місто значно постраждало двома великими пожежами. 
Станом на 1850 рік у громаді Веселі на Моравою проживали 3629 осіб. Окремо від неї ще було міське передмістя і єврейська община, які мали власні самоврядні інститути. З 27 червня 1919 року всі окремі громади об'єднані в єдиній міській громаді. 1879 року до міста була проведена вузькоколійка, яка з'єднувала місто з звичайною залізничною дорогою. В XIX столітті і до 1918 року місто було одним  населених пунктів, де розміщувалися підрозділи австро-угорської армії. 

## Міста побратими
- Креспеллано
- Малацкі
- Жнін

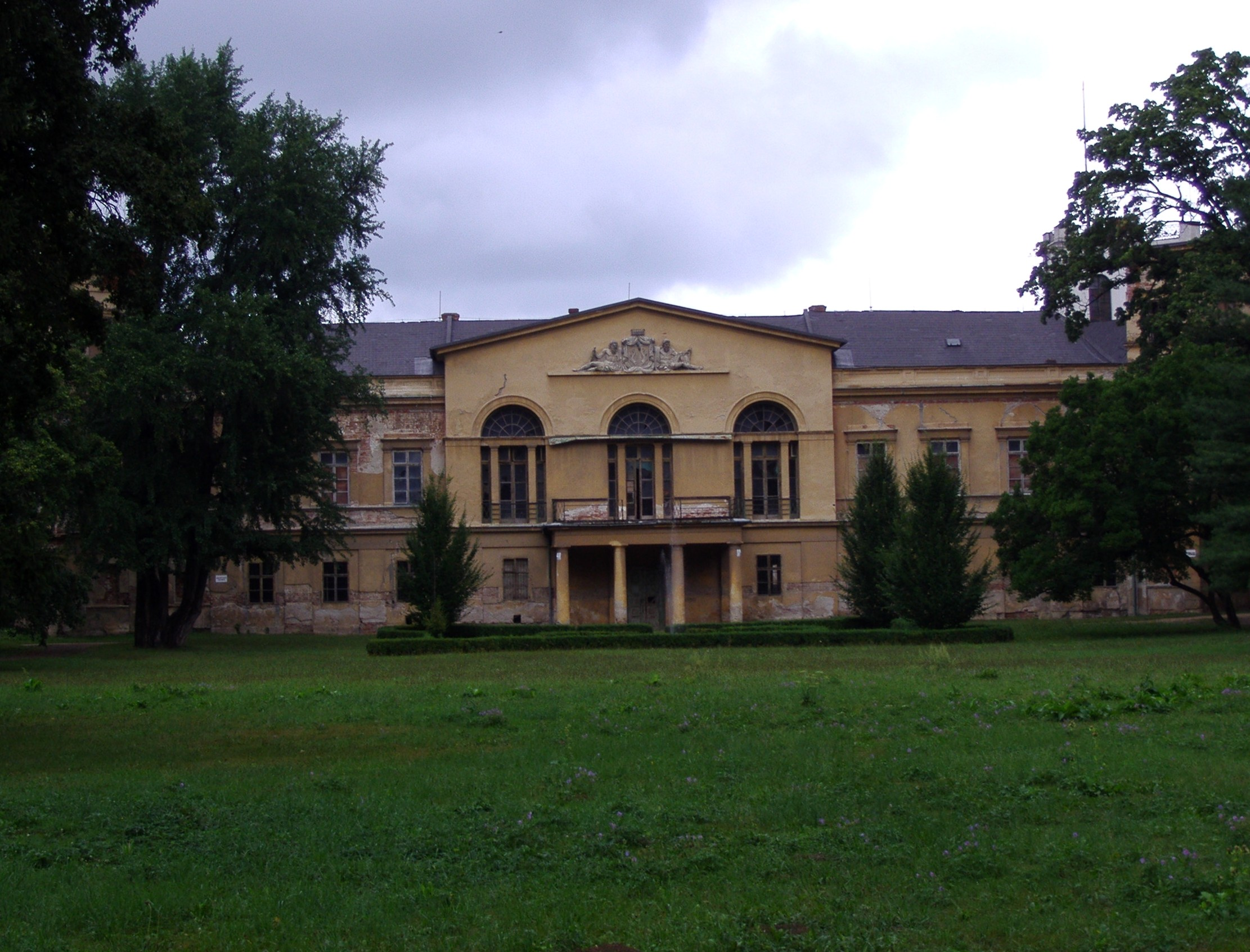
Замок у Веселі
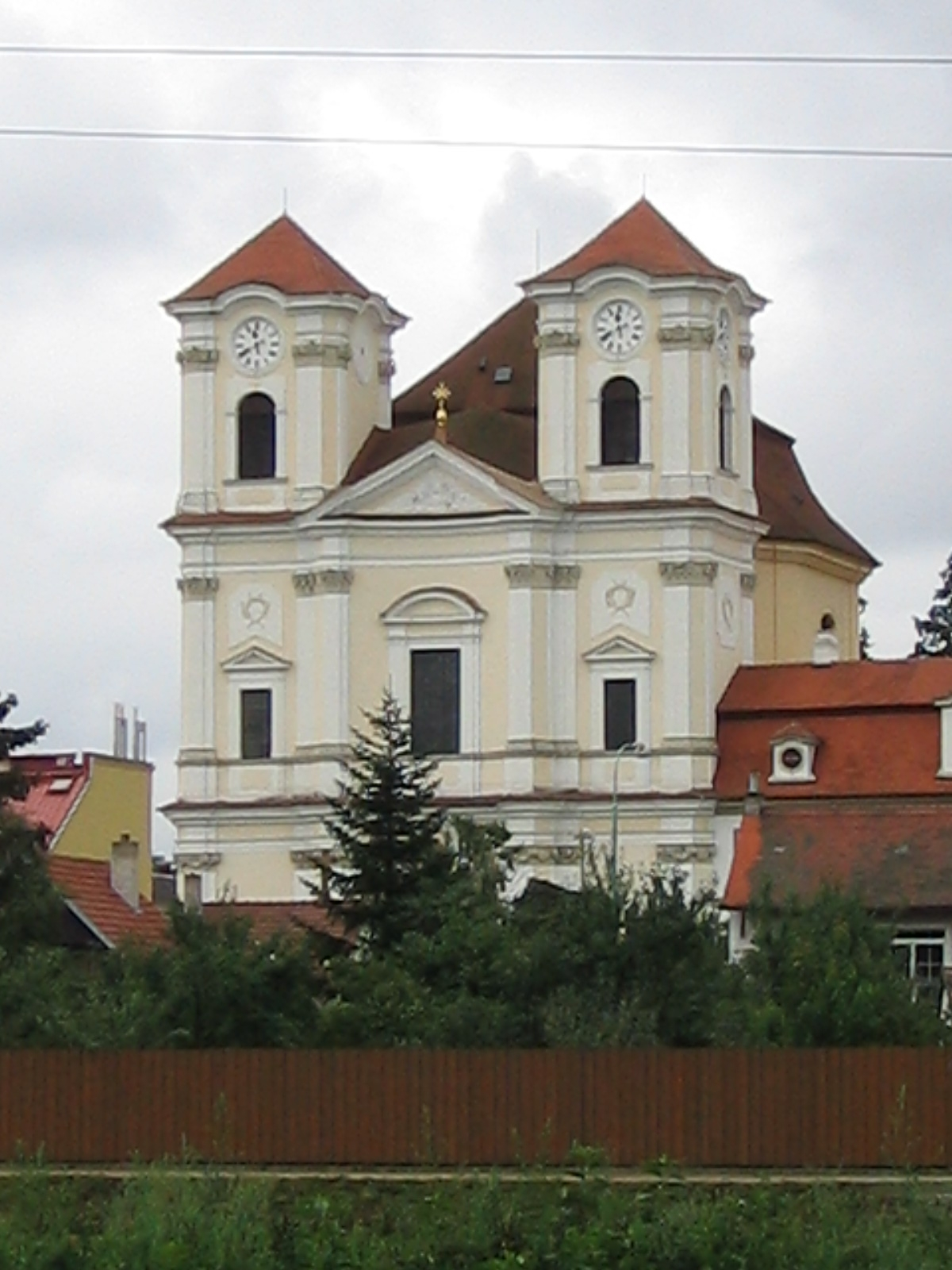
Костел Ангелів Хоронителів
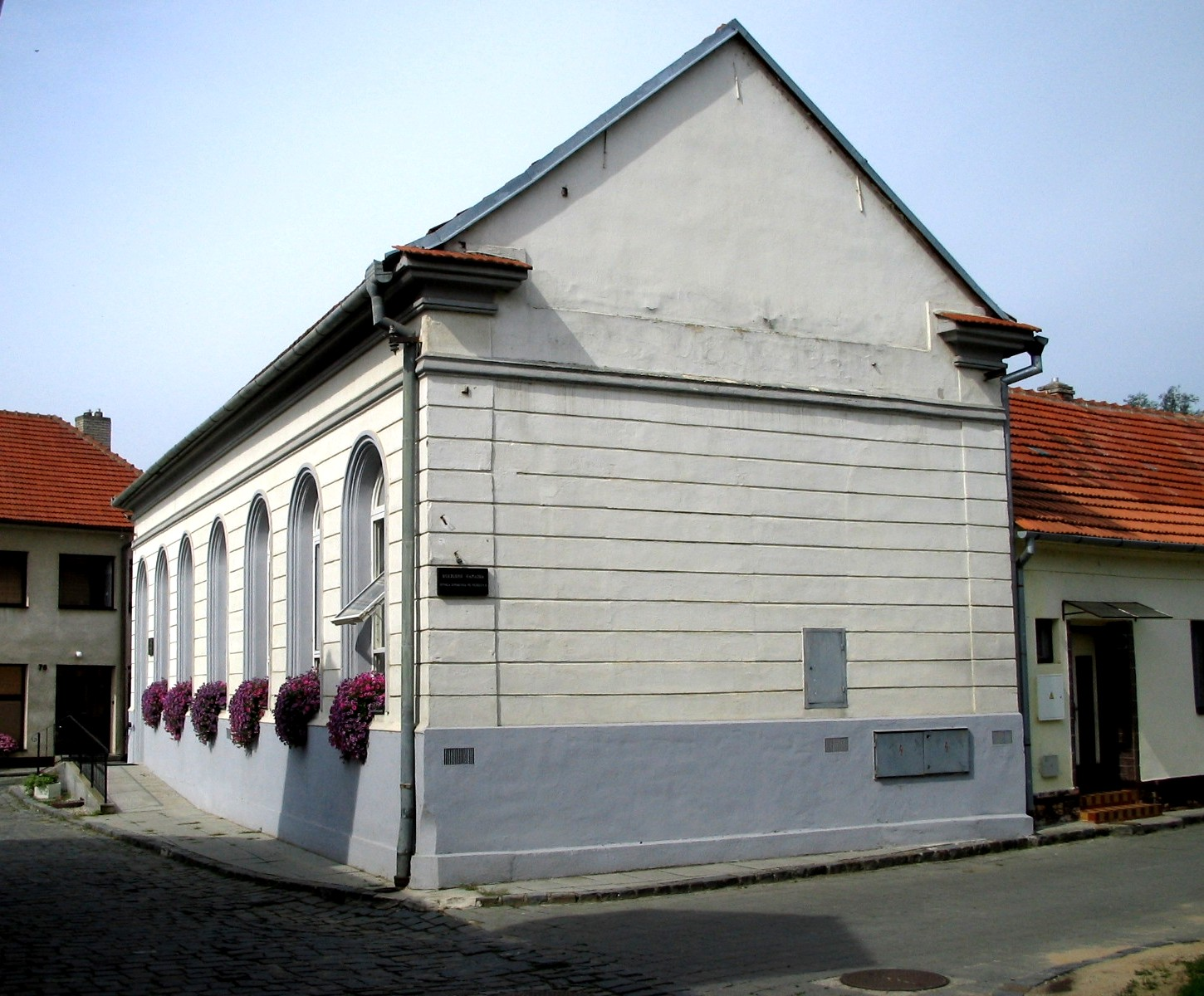
Колишня синагога
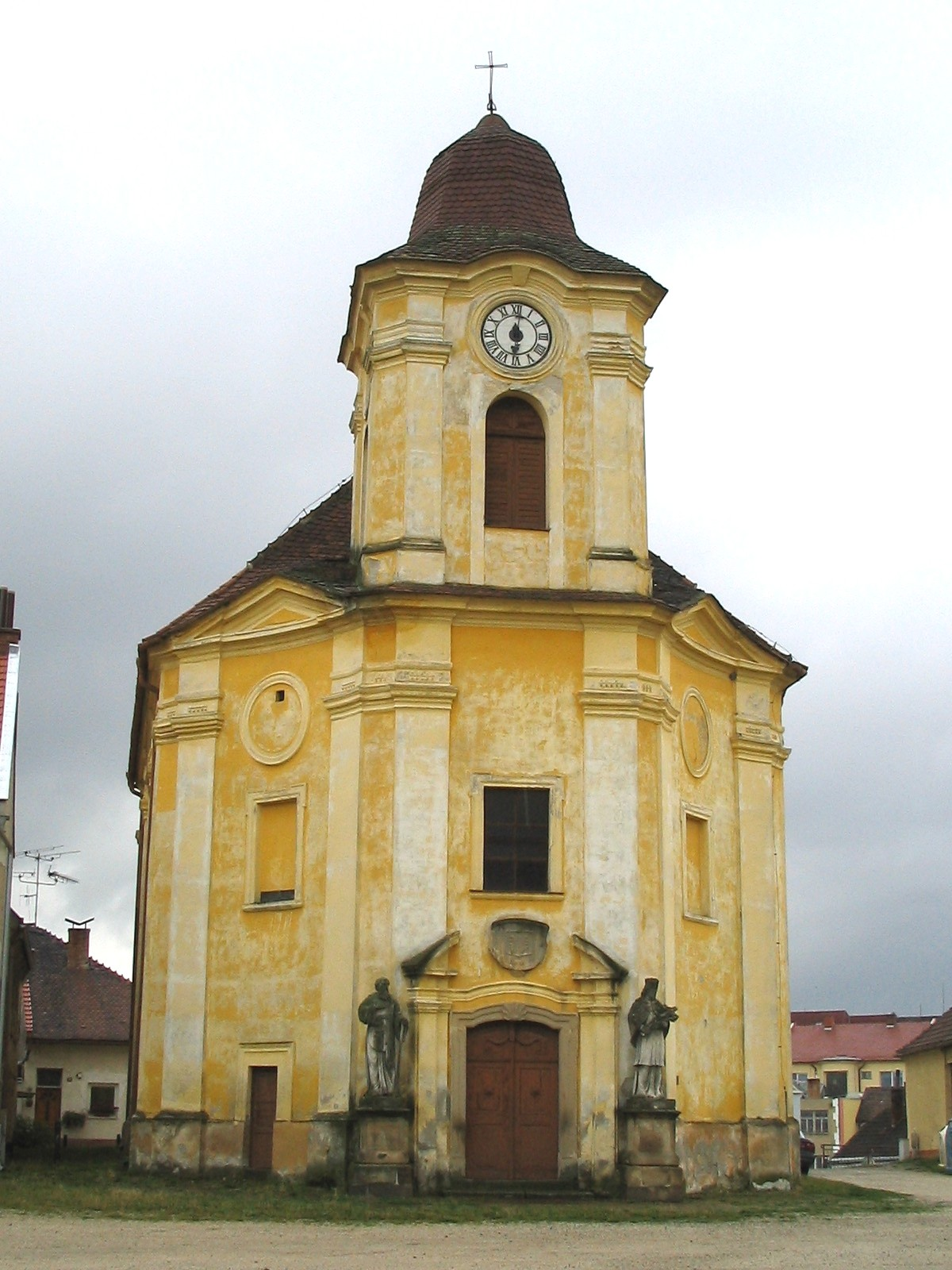
Костел святого Бартоломея